# Coppa del Barbellino
La Coppa del Barbellino (chiamata e poi Gara del Gleno) è una competizione sciistica italiana, ideata nel 1923. Il percorso iniziava dal Colletto del Gleno fino al piano del Barbellino. I concorrenti dovevano raggiungere la fine in tre ore. La prima edizione si svolse il 27 aprile 1924 e presero parte tredici partecipanti. Negli anni 1940 prese la denominazione di Gara del Gleno. Nel 1943 ci fu una pausa, la manifestazione riprese per due edizioni nel 1946 e nel 1947 per poi essere cancellata fino al 1951, anno della sua ultima edizione.
Tra i partecipanti figurarono Stefano Sertorelli, Vittorio Chierroni, Vitale Venzi (che vinse due edizioni) e Zeno Colò, che vinse nelle edizioni del 1942 e 1943.
Nel 2008 su iniziativa di alcuni appassionati si riprese la gara, con il nome di Ski Steto; la manifestazione si svolge annualmente in Lombardia, attualmente al Rifugio Antonio Curò.